# Голубая кустарниковая сойка
Голубая кустарниковая сойка (лат. Aphelocoma coerulescens) — вид птиц семейства врановых, обитающая только во Флориде.

## Описание
Голубая кустарниковая сойка достигает длины 28 см и массы от 66 до 92 г. Затылок, верхние кроющие крыльев и хвост ярко-синие. Спина, нижняя сторона и лоб серые. Ниже зоба тёмная лента. Кроющие уха, а также нижняя сторона крыльев и хвоста, радужная оболочка глаз, клюв и ноги тёмные.

## Распространение
Ареал ограничен районами Флориды, поросшими кустарником. Предпочитаемое жизненное пространство характеризуется засухами и частыми пожарами. В этой среде произрастает небольшой ассортимент конкретных растений (сосна песчаная, цератиола, дуб), плоды которых, помимо древесных лягушек, змей, насекомых, черепах, ящериц и молодых мышей, составляют основной рацион питания этих птиц.

## Размножение
Одна из немногих птиц Северной Америки, для которой характерно кооперативное размножение. Сезон спаривания с марта по июнь. Кладка обычно содержит от 3 до 4 яиц, которые инкубируются примерно за 17 дней.

## Угрозы и охрана
Популяция вида сократилась в XX веке из-за уничтожения жизненного пространства примерно на 90 %. В 1975 году Комиссия по сохранению рыбных ресурсов и дикой природы Флориды и в 1987 году Служба охраны рыбных ресурсов и диких животных США классифицировали вид как находящийся под угрозой. Популяции западного побережья Флориды точно наблюдаются и исследуются. Для этого животных окольцовывают разным цветом, так чтобы их можно было идентифицировать, глядя в бинокль. Жизненное пространство охраняется или восстанавливается.

## Классификация
Присуждение статуса вида произошло в 1995 году. Это решение было подтверждено находками костей из позднего плейстоцена, а также молекулярно-генетическим и экологическим заключением.